# Republica sălbatică
Republica sălbatică (în engleză Wild Republic, în germană Die wildnis ist in uns) este un serial TV dramatic german din 2021. Primul sezon are opt episoade. Este produs și regizat de Markus Goller și Lennart Ruff. Serialul se concentrează pe un grup de delincvenți minori care urmează să fie reintroduși în societate printr-un program educațional experimental. Șapte din cele opt episoade sunt numite după personajele principale, iar prin flashback-uri se dezvăluie poveștile lor de fundal.
Serialul este o coproducție MagentaTV, ARTE, WDR, SWR și ONE. Premiera a avut loc la 15 aprilie 2021 pe MagentaTV.

## Rezumat
În sălbăticia de la poalele Alpilor, un grup de delincvenți minori urmează să fie reintroduși în societate printr-un program educațional experimental. Expediția, care va dura câteva săptămâni, este menită să promoveze un sentiment de comunitate, solidaritate și considerație față de individ.
În prima noapte, un ghid montan care îi însoțește este găsit mort. Grupul intră în panică, și pentru că toți cred că vor deveni suspecți fug în munți. O iau cu ei pe șefa operațiunii, Rebecca, ostatică și ca „securitate”.
Evadarea lor pare fără speranță până când dau peste o peșteră uriașă ascunsă care le oferă adăpost. În timp consideră fuga ca pe o nouă oportunitate, pe de altă parte izbucnesc dispute între ei. Peștera se dovedește în cele din urmă a fi un depozit de arme al unui grup terorist naționalist cu care urmează o luptă. Seria se termină cu o parte a grupului care se deplasează mai departe în Alpi după această confruntare, lăsând civilizația în urmă.

## Distribuție
- Emma Drogunova: Kim
- Merlin Rose: Ron
- Maria Dragus: Lindi
- Béla Gabor Lenz: Justin
- Rouven Israel: Marvin
- Aaron Altaras: Can
- Camille Dombrowsky: Jessica
- Luna Jordan: Steffi
- Anand Batbileg: Hiro
- Verena Altenberger: Rebecca
- Franz Hartwig: Lars Sellien
- Ulrich Tukur: Albrecht
- Roland Silbernagl: Baumi
- Wolf Danny Homann: Georg